# ドリコン
ドリコンとは、ドリフトコンテストの略であり、ドリフトの腕前を競う競技会を意味する。

## 歴史

### 日本国内
日本国内におけるドリコンは、1989年にスポーツランドやまなしで行われたCARBOY主催のドリコンGPが初めて（CARBOY側は「世界初」としている）とされている。さらに同年にはビデオオプションの「ドリフトコーナー」から派生していかす走り屋チーム天国が創設された。この頃には、サーキット走行会の普及やドリフト専用コースの設置などの環境面の整備も相まって、それまでストリートのものとされてきたドリフトが、クローズドコースで競うアマチュアモータースポーツとして根付いてきた。
2000年にはいかす走り屋チーム天国から発展して全日本プロドリフト選手権の第1回がエビスサーキットで開催され、翌年からはD1グランプリとしてシリーズ化される。D1グランプリはその後も拡大を続け、タイヤメーカーやチューニングパーツ会社によるワークス参戦が普及し、使用されるマシンもストリートの趣を残すチューニングカーから、レーシングカーに近いものに変化した。現在では海外ラウンドやお台場・セントレアなどでの特設コースでの大会も開催される、日本を代表するドリコンにまで成長した。2006年からは、より市販車に近い形のマシンで競われる下位カテゴリーのD1ストリートリーガル（現・D1ライツ）も開催されている。また、2011年には前年にD1グランプリの運営から脱退した同コンテストの創設者である土屋圭市と稲田大二郎により、ドリフトマッスルが立ち上げられた。
2013年には日本自動車連盟（JAF）がドリフトを公認競技会の対象に追加し、2017年には国際自動車連盟（FIA）もドリフト初となるFIA公認イベントのFIA インターコンチネンタル・ドリフティング・カップを開催するなど、現在ではプロモータースポーツとしてのドリコンが一般化している。一方でアマチュアレベルでのドリコンも日本各地に点在するサーキットで盛んに行われている。また、2001年からは学生限定のドリコンである全日本学生ドリフト王座決定戦（学ドリ）がドリフト天国により毎年開催されており、歴代入賞者の中には後にプロドライバーとなった者もいる。

### 海外
日本でのD1グランプリの成功や映画ワイルド・スピードシリーズの人気を受け、2004年にスポーツカークラブ・オブ・アメリカ（SCCA）がアメリカ国内でフォーミュラ・ドリフト（フォーミュラD）を立ち上げた。2015年にはドリコン発祥の地ともいえる日本へ逆輸入という形でフォーミュラ・ドリフト ジャパン（FDJ）がスタートし、D1グランプリと並行して参戦するドライバーや、D1から参戦シリーズを移したドライバーも少なからずいる。
また、アメリカだけでなくヨーロッパ各地やニュージーランド、オーストラリアなどでもドリコンが開催されている。特にロシアで開催されているロシアドリフトシリーズ（RDS）には、川畑真人、斎藤太吾、日比野哲也など、D1グランプリで活躍するトップドライバーが参戦している。

## 特徴
サーキットでのレースやラリーなどは「一定のコースを走り、レース終了時の順位やタイムを競う」のに対し、ドリコンではコーナーへの進入速度やドリフト中の角度・安定感、迫力、美しさなどを競う採点競技の形態をとっている。多くのドリコンでは審査員が審査を行うが、D1グランプリのDOSS（D1オリジナルスコアリングシステム）のように、機械が計測結果をもとに採点を行うコンテストもある。

## その他
自動車模型では、1940年代のミジェットカーをモチーフにしながら近未来的なアレンジのスタイルとし、実際にドリフト走行が可能なラジコンを用いたオーバルコースで行うレースの名称（シリーズ名）として用いられている。